# Saxifraga perpusilla
Saxifraga perpusilla är en stenbräckeväxtart som beskrevs av Joseph Dalton Hooker och Thoms.. Saxifraga perpusilla ingår i Bräckesläktet som ingår i familjen stenbräckeväxter. Inga underarter finns listade i Catalogue of Life.